# Else Croner
Else Croner (* 4. Mai 1878 in Beuthen O.S.; † 20. Dezember 1942 in Berlin) war eine deutsche Schriftstellerin.

## Leben
Else Wollsteins Vater, Geheimer Justizrat und Landesgerichtsrat, wurde 1882 nach Breslau versetzt, wo sie die Schule besuchte und 1896 das Lehrerinnenexamen ablegte. An der Breslauer Universität studierte sie von 1897 bis 1900 Germanistik bei Hermann Ebbinghaus, Friedrich Vogt und Koch und heiratete vor Studienabschluss 1901 den Volkswirt und späteren Archivrat Johann(es) Croner (* 7. März 1872 in Berlin; † 9. Januar 1926 ebenda), zu dem sie nach Berlin zog. Sie war Dozentin an der Humboldt-Hochschule. Später lebte sie in Flammersfeld. Sie veröffentlichte 1911 auch unter dem Namen Else Croner-Kretschmer.
Die Themen ihrer Schriften erstrecken sich über ein weites Spektrum. Neben Romanen, Kinderbüchern und Märchen nahm sie in ihren Veröffentlichungen auch zu pädagogischen Themen und zu Fragen der Lebensführung Stellung. Sie plädierte für eine Berufsausbildung der Mädchen. Im Jahr 1913 schrieb sie eine Ortsbestimmung für „Die moderne Jüdin“. In einem nicht näher definierten Zeitraum von ein paar „Jahren“ vor 1914 muss Croner zum „Christentum“ übergetreten sein. Die Zeitschriftenserie „Psyche der weiblichen Jugend“, die in Buchform Eduard Spranger gewidmet wurde, hatte zwischen 1923 und 1935 sechs Auflagen. Die letzte erweiterte und umgearbeitete Auflage wurde an die Naziterminologie angepasst.
Bis ungefähr 1932 lebte Croner in Berlin, nach 1935 verliert sich ihre Spur, 1942 nahm sie sich das Leben und starb im Jüdischen Krankenhaus.

## Werke
- Die Psyche der weiblichen Jugend. Beyer, Langensalza 1935, 6., umgearb. u. erw. Aufl.
- Eduard Spranger, Persönlichkeit und Werk. Reuther & Reichard, Berlin 1933.
- Fontanes Frauengestalten. Beyer, Langensalza 1931, 2. Aufl.
- Herz-Trost für Trauernde : ein Brevier für Witwen und Leidtragende, Suchende und Verzweifelte. Baum, Pfullingen 1931.
- Die Frauen-Seele in den Übergangsjahren. Beyer, Langensalza 1928.
- Wege zum Glück : Ein Führer zur Lebensweisheit. Furche-Verl., Berlin 1928.
- Der Herr Handelskammer-Syndikus. Kramer, Frankfurt am Main 2004, Unveränd. Nachdr. der Ausg. Dresden, Reissner, 1926
- Veilchen. Anton, Berlin 1920.
- Erwachen. Roman. Janke, Berlin 1918.
- Die Büste. Roman. Janke, Berlin 1916.
- Prinzeß Irmgard. Roman. Janke, Berlin 1915.
- Die moderne Jüdin. Juncker, Berlin 1913, 4. Aufl. (Else Croner-Kretschmer)
- Das Tagebuch eines Fräulein Doktor, Stuttgart/Berlin/Leipzig 1908.